# Primera División de Venezuela 1989-90
La Temporada 1989-90 de Primera División fue la Trigésima cuarta edición de la máxima categoría del Fútbol Profesional Venezolano.

## Historia
Fue jugada por 16 equipos:
- 3 Equipos de colonias: Sport Marítimo, Deportivo Italia y Galicia de Caracas.
- 13 Equipos locales: Unión Atlético Táchira, Minervén FC, Portuguesa FC, Caracas FC, Atlético Zamora, Universidad Los Andes, Estudiantes de Mérida, Unión Deportivo Lara, Trujillanos FC, Maracaibo FC, Internacional de Pto La Cruz, Pepeganda Margarita y Mineros de Guayana.

El torneo fue un campeonato simple de dieciséis (16) equipos. Al final el campeón se decidió por puntos en una tabla única.
El CS Marítimo y el Deportivo Táchira quedaron empatados a 43 puntos al finalizar la temporada del campeonato: entonces se estableció una final a un único partido en una sede neutral (que fue el estadio Páez de Acarigua-Araure). Ganó el Marítimo 2 - 0 el 27 de mayo de 1990 (el Sport Marítimo también ganó la Copa Venezuela algunos meses antes, en 1989).
El campeón del campeonato fue el Club Sport Marítimo de Venezuela (un equipo de colonia sucedido al Deportivo Portugués), y el Deportivo Táchira Fútbol Club llegó de segundo.  Este torneo fue uno de los últimos en el que los llamados equipos de colonia participaron con importancia, llegando a conquistarlo.
Marítimo inició en el anterior campeonato 1986/1987 un ciclo vencedor que llevó a su antigua sede en Los Chorros de Caracas cuatro copas de Campeón Nacional (87-88-90 y 93) y en el que fue en cinco ocasiones a la Copa Libertadores.
El mejor goleador fue el venezolano Herbert Márquez (Sport Marítimo), con 19 goles.
Retrocedió a la Segunda División el Galicia de Caracas, equipo de colonia que -con el nombre Deportivo Galicia- mas nunca regresó a la Primera División sino en una ocasión en la que fue último (aunque había sido Campeón de Venezuela 4 veces anteriormente): se trasformó en Galicia de Aragua y desde 2002 quedó "asimilado" -o sea desaparecido por nacionalismo- en el Aragua Futbol Club.
Club Sport Marítimo de Venezuela

Campeón

## Tabla final (primeros 10)
| Pos | Equipo                           | J  | G  | E  | P  | GF  | GC | Ptos |
| --- | -------------------------------- | -- | -- | -- | -- | --- | -- | ---- |
| 1   | Club Sport Marítimo de Venezuela | 30 | 17 | 9  | 4  | 59  | 32 | 43   |
| 2   | Unión Atlético Táchira           | 30 | 15 | 13 | 2  | 243 | 18 | 43   |
| 3   | Minervén FC                      | 30 | 18 | 6  | 6  | 47  | 23 | 42   |
| 4   | ULA Merida                       | 30 | 13 | 10 | 7  | 41  | 33 | 36   |
| 5   | Caracas FC                       | 30 | 13 | 10 | 7  | 38  | 33 | 36   |
| 6   | Pepeganga Margarita              | 30 | 11 | 11 | 8  | 42  | 32 | 33   |
| 7   | Mineros de Guayana               | 30 | 12 | 8  | 10 | 45  | 37 | 32   |
| 8   | Atlético Zamora                  | 30 | 9  | 10 | 11 | 22  | 21 | 28   |
| 9   | Deportivo Italia                 | 30 | 8  | 12 | 10 | 35  | 39 | 28   |
| 10  | Portuguesa FC                    | 30 | 9  | 10 | 11 | 38  | 41 | 28   |